# Петраков, Иван Вадимович
Иван Вадимович Петраков (род. 28 февраля 1994, Кондопога, Карелия) — российский хоккеист, нападающий.

## Биография
Начинал заниматься хоккеем в «Авангарде» Кондопога, в 2005 году перешёл в подольский «Витязь». В сезоне 2010/11 дебютировал команде МХЛ «Русские витязи». В январе 2012 года перешёл в ярославский «Локомотив», стал играть в МХЛ за «Локо», в сезоне 2012/13 также провёл 23 матча в ВХЛ за «Локомотив ВХЛ». В сезонах 2014/15 — 2016/17 выступал за партнёрский клуб «Локомотива» «Рязань» в ВХЛ. 27 мая перешёл в «Витязь». три сезона отыграл в КХЛ и за «Динамо» Санкт-Петербург в ВХЛ. Сезон 2020/21 провёл в команде чемпионата Германии «Крефельд Пингвин». Затем — игрок клубов ВХЛ «Динамо» СПб (2021/22, 2023/24), АКМ Тула (2022/23), «Рязань» (с 2024/25).
Победитель хоккейного турнира зимней Универсиады 2015 года. Чемпион ВХЛ (2018).